# Qualificazioni al campionato europeo femminile di calcio 2013 - Fase a gironi, gruppo 1
Le qualificazioni al campionato europeo femminile di calcio 2013 vennero giocate, nel gruppo 1, da sei nazionali: Bosnia ed Erzegovina, Grecia, Italia, Macedonia, Polonia e Russia. Le cinque squadre si affrontarono in un girone all'italiana con partite di andata e ritorno, per un totale di otto partite. La squadra prima classificata si qualificava direttamente alla fase finale del torneo, mentre la seconda classificata si qualifica direttamente alla fase finale solo se era la migliore seconda dei sette gruppi di qualificazione, altrimenti accedeva ai play-off qualificazione.

## Classifica finale
| Pos | Squadra              | Pt | G  | V | N | P | GF | GS | DR  |
| --- | -------------------- | -- | -- | - | - | - | -- | -- | --- |
| 1.  | Italia               | 28 | 10 | 9 | 1 | 0 | 35 | 0  | +35 |
| 2.  | Russia               | 22 | 10 | 7 | 1 | 2 | 31 | 6  | +25 |
| 3.  | Polonia              | 17 | 10 | 5 | 2 | 3 | 17 | 11 | +6  |
| 4.  | Bosnia ed Erzegovina | 10 | 10 | 3 | 1 | 6 | 12 | 21 | -9  |
| 5.  | Grecia               | 5  | 10 | 0 | 5 | 5 | 7  | 20 | -13 |
| 6.  | Macedonia            | 2  | 10 | 0 | 2 | 8 | 5  | 49 | -44 |

## Risultati
Tutti gli orari sono UTC+2.
| Arbitro: | Jana Adámková |

|  |           |                   |
|  | Marcatori | 44’ (rig.) Parisi |

| Arbitro: | Teodora Albon |

|  |           |                          |
|  | Marcatori | 18’ Morozova 81’ Sočneva |

| Arbitro: | Anja Kunick |

|                                      |           |           |
| Petrova 27’, 55’ Šljapina 80’, 90+1’ | Marcatori | 54’ Kuliš |

| Arbitro: | Knarik Grigoryan |

|  |           |                                                                                   |
|  | Marcatori | 1’, 11’ Conti 18’, 72’ Camporese 31’, 34’, 79’ Sabatino 36’ Parisi 52’ Gabbiadini |

| Arbitro: | Séverine Zinck |

|                           |           |  |
| Żelazko 45+4’ (rig.), 49’ | Marcatori |  |

| Arbitro: | Elia Martinez |

|              |           |                  |
| Andonova 86’ | Marcatori | 37’ Papadopoulou |

| Arbitro: | Christina W. Pedersen |

|                       |           |  |
| Conti 10’ (rig.), 28’ | Marcatori |  |

| Arbitro: | Sandra Braz Bastos |

|                                          |           |  |
| Żelazko 45+1’, 77’ Winczo 82’ Stobba 86’ | Marcatori |  |

| Arbitro: | Natalia Aleksakhina |

|                      |           |                                              |
| Salihi 50’ Rochi 78’ | Marcatori | 17’ Kršo 33’, 36’, 60’, 76’ Kuliš 79’ Spahić |

| Arbitro: | Pernilla Larsson |

|  |           |                                            |
|  | Marcatori | 23’, 78’ Petrova 58’ Sočneva 79’ Terechova |

| Arbitro: | Esther Staubli |

|  |           |                                                   |
|  | Marcatori | 25’, 63’, 82’ Gabbiadini 74’ Panico 77’ Camporese |

| Arbitro: | Eszter Urban |

|  |           |                            |
|  | Marcatori | 3’, 14’ Winczo 10’ Żelazko |

| Arbitro: | Floarea Ionescu |

|                                 |           |  |
| Gabbiadini 59’ Domenichetti 83’ | Marcatori |  |

| Arbitro: | Ginta Pēce |

|                      |           |                         |
| Panteliadou 75’, 89’ | Marcatori | 8’, 21’ Kuliš 60’ Murić |

| Arbitro: | Sjoukje de Jong |

|                                                                      |           |  |
| Morozova 14’, 68’, 82’ Mashina 21’, 74’, 79’ Pertseva 54’ Medved 87’ | Marcatori |  |

| Arbitro: | Anja Kunick |

|                |           |            |
| Moskofidou 38’ | Marcatori | 20’ Sałata |

| Arbitro: | Esther Azzopardi |

|                                         |           |  |
| Panico 14’, 74’ Camporese 40’ Conti 46’ | Marcatori |  |

| Arbitro: | Saša Ihringová |

|  |           |                |
|  | Marcatori | 8’, 65’ Panico |

| Arbitro: | Hilal Tuba Tosun Ayer |

|                           |           |                  |
| Mitkou 32’ Moskofidou 58’ | Marcatori | 23’, 45+1’ Rochi |

| Arbitro: | Ausra Kance |

|                                                                                        |           |  |
| Panico 34’, 48’, 55’ Manieri 31’, 45’ Iannella 54’ Camporese 62’ Sabatino 78’ Tona 78’ | Marcatori |  |

| Arbitro: | Paloma Quintero Siles |

|                                                     |           |  |
| Kostyukova 24’ Suslova 28’ Sočneva 60’ Šljapina 68’ | Marcatori |  |

| Arbitro: | Kateryna Monzul' |

|  |           |                        |
|  | Marcatori | 9’, 27’ (rig.) Żelazko |

| Arbitro: | Petra Chudá |

|                                       |           |  |
| Leśnik 4’ Sałata 35’, 51’ Żelazko 67’ | Marcatori |  |

| Arbitro: | Morag Pirie |

|  |           |                     |
|  | Marcatori | 73’ (rig.) Morozova |

| Arbitro: | Aneliya Sinabova |

|  |           |                                                       |
|  | Marcatori | 32’, 41’, 78’ Šljapina 58’ Mashina 87’, 90’ Korovkina |

| Arbitro: | Sabine Bonnin |

|           |           |                   |
| Šabić 16’ | Marcatori | 56’ (rig.) Sidira |

| Arbitro: | Kirsi Heikkinen |

|            |           |  |
| Panico 86’ | Marcatori |  |

| Nea Smyrnī 19 settembre 2012, ore 16:00 | Grecia          | 0 – 0 referto | Italia | Stadio di Nea Smyrnī (223 spett.)\| Arbitro: \| Lina Lehtovaara \| |
| Arbitro:                                | Lina Lehtovaara |               |        |                                                                    |

| Arbitro: | Venera Muradova |

|               |           |  |
| Fetahović 31’ | Marcatori |  |

| Arbitro: | Christine Baitinger |

|               |           |               |
| Korovkina 73’ | Marcatori | 45’ Balcerzak |

## Statistiche

### Classifica marcatrici
9 reti
- Patrizia Panico

7 reti
- Lidija Kuliš

6 reti
- Anna Żelazko (2 rig.)

5 reti
- Pamela Conti (1 rig.)
- Melania Gabbiadini

- Elisa Camporese
- Elena Morozova (1 rig.)

- Natal'ja Šljapina

4 reti
- Daniela Sabatino

- Olesya Mashina

- Ol'ga Petrova

3 reti
- Gentjana Rochi
- Sandra Sałata

- Agnieszka Winczo

- Nelli Korovkina

2 reti
- Vasilikas Moskofidou
- Dimitra Panteliadou

- Alice Parisi (1 rig.)
- Raffaella Manieri

- Ekaterina Sočneva

1 rete
- Amela Fetahović
- Amela Kršo
- Moira Murić
- Nejra Šabić
- Alisa Spahić
- Maria Mitkou
- Anastasia Papadopoulou

- Danai-Eleni Sidira (1 rig.)
- Giulia Domenichetti
- Elisabetta Tona
- Sandy Iannella
- Nataša Andonova
- Afrodita Salihi

- Patrycja Balcerzak
- Donata Leśnik
- Marta Stobba
- Elena Medved
- Natalia Pertseva
- Elena Terechova